# David Lemelin
David Lemelin (né en 1973) est un artiste, un journaliste et un ex homme politique québécois,. Il était candidat à la mairie de Québec dans le cadre des élections municipales québécoises de 2013 et a obtenu 24 % des voix.

## Biographie
Il a réalisé des études universitaires à l’Université Laval, où il a obtenu un baccalauréat en communication publique avec une mineure en science politique. 
David Lemelin a œuvré dans le milieu journalistique durant de nombreuses années, entre autres à titre d’animateur et de présentateur des nouvelles à TQS, à Télé-Québec, à la télévision de Radio-Canada ainsi qu’à VOX-Québec, de chef de pupitre et de chef des nouvelles au journal Le Soleil et également de chroniqueur à la radio,.
Il est père de quatre enfants et a publié en 2011 le livre Labeaume, la dictature amicale. En juin 2012, il est nommé chef du parti Québec autrement. Ce parti fusionnera ensuite en mai 2013 avec Démocratie Québec.
Il sera par la suite nommé chef du Parti et participera aux élections municipales de 2013. Défait quand Démocratie Québec ne fera élire que trois conseillers il sera engagé en 2015 par la ville de Rivière-du-Loup.

David Lemelin a publié un livre aux Éditions Michel Brûlé en 2011.